# Nonwoven
Nonwoven är ett textilt material som består av slanka fibrer orienterade utan någon större inbördes ordning till skillnad från vävda eller stickade tyger. Ibland kan termen fiberduk och fibertyg förekomma men är inte helt sammanfallande med den engelska termen nonwoven. Nonwoven väljs för att de är anpassningsbara och kostnadseffektiva, i vissa fall finns det inte ens några andra rimliga alternativ. Ofta är nonwovenet dolt i strukturen, t.ex. ljudabsorbenter i diskmaskiner, dammskydd under resårbottnar, stoppning i kläder, men det finns också tillämpningar där nonwoven-materialet syns, t.ex. i bilinredningar, ytmaterial i hygienprodukter och formpressade möbler.

## Etymologi
Ordet nonwoven härstammar från det engelska begreppet 'non woven fabric' som myntades 1942 och som betyder 'icke vävt tyg'. Efter substantivering föll fabric bort och begreppet utvecklades till 'non-woven' och med den rådande trenden i engelskan att bindestreck används allt mindre blir det allt vanligare med 'non woven' eller 'nonwoven'. På svenska är den sistnämnda att föredra då det följer svenskt språkbruk att sammanskriva substantiv, inget av stavningsalternativen finns med i Svenska Akademins Ordlista och därmed är det oklart hur ordet skall böjas på svenska.

## Definition
Begreppet nonwoven definieras i ISO 9092 från Internationella standardiseringsorganisationen och CEN EN 29092. Dessa två dokument som innehållsmässigt är identiska innehåller den enda internationellt erkända definitionen av nonwoven. Allt eftersom branschen har utvecklats sedan första publikationen 1988 uppdateras nu dessa standarder av experter från ISO för att bättre reflektera dagens förståelse av vad nonwoven är. Följande text (fritt översatt) har getts som föreslag till ISO av branschorganisationerna EDANA och INDA:
“Ett nonwoven utgörs av fibrer, kontinuerliga filament eller huggna garn, av godtycklig natur eller ursprung, som på något sätt har formerats till ett banmaterial och på något sätt bundits ihop med undantag av vävning eller stickning. Filt som erhållits genom våtfiltning är inte nonwoven. Våtlagda banmaterial är nonwovens förutsatt att de innehåller minst 50% konstfiber eller annan fiber som inte kommer från växtriket med ett längd/diameter-förhållande som är lika med eller över 300, eller minst 30% konstfiber med ett längd/diameter-förhållande som är lika med eller över 600, och en skrymdensitet som är maximalt 0.40 g/cm³. Kompositstrukturer anses vara nonwoven förutsatt att de utgörs av mist 50% nonwoven enligt ovannämnda definitioner eller om nonwoven-komponenten har en avgörande betydelse."
Ovanstående definition innebär att papper inte räknas in i materialfamiljen nonwoven.

## Tillämpningar
Nonwoven utmärks av sin mångsidighet, mycket tack vare att en mängd olika material kan användas i otaliga kombinationer, geometri och struktur på ingående fibrer kan styras, olika bindningstekniker kan användas för att ge speciella egenskaper, de flesta typer av appretering som används för tyg kan också användas för nonwoven. Detta medför att nonwoven har många olika typer av tillämpningar och framöver kommer att skräddarsys för ännu fler, nedan följer ett antal exempel.

### Hygienprodukter
Den största användningen för nonwoven är till hygienartiklar som inkontinensskydd, barnblöjor och liknande. Framförallt används polypropen på grund av dess låga kostnad, hydrofobicitet och hudvänliga egenskaper. Ytmaterialen utgörs oftast av spunbond eller SMS medan insläppsmaterialet är kardat och termobundet för att få en så bra spänst och volym som möjligt.
Tillverkningsmetoder: airlaid/spunlace, kardad/nålad, kardad/spunlace, kardad/termobunden, spunbond, meltblown

### Byggtekniska produkter
I vindskyddsduk används idag ofta nonwoven av någon polyolefin, en sådan duk släpper ut vattenånga men håller borta vatten från utsidan. Även andra diffusionsspärrar kan bestå av nonwoven eller vara laminerade med en spunbond för att öka styrkan hos t.ex. en mikroperforerad plastfilm.
Tillverkningsmetoder: kardad/nålad, kardad/spunlace, kardad/termobunden, spunbond, meltblown

### Medicintekniska produkter
Nonwoven används i många medicintekniska applikationer, framförallt i produkter av engångskaraktär såsom förband, operationstextiler, besöksrockar, lakan där man dels vill ha ett tätt men andningsbart material som också har goda komfortegenskaper  som draperbarhet och mjukhet.
Tillverkningsmetoder: airlaid/spunlace, kardad/spunlace, spunbond, meltblown, elektrospinning

### Våtservetter (wet wipes)
Våtservetter förknippas nog oftast med hygientillämpningar för t.ex. blöjbarn, desinfektion, picknick, kosmetikaborttagning där det är praktiskt med en förimpregnerad servett som kan slängas direkt efter användning. EDANA och INDA har sedan 2004 utvecklat riktlinjer för att bedöma om en våtservett är nedspolbar och vad som händer i avloppssystemen, detta är kontroversiellt och mångfacetterat då å ena sidan de som sköter avlopp och reningsverk överhuvudtaget inte vill ha denna typ av produker i avloppssystemen och å andra sidan spolas våtservetter de facto ner, särskilt i samband med blöjbyten. Om en produkt passerar de tester som föreslås av EDANA och INDA får de ingen särskild märkning, om de däremot fallererar skall de märkas med en "do not flush logo" (spola ej ner logga). Rekommendationen från EDANA och INDA är att även om en produkt passerar alla test skall dessa inte spolas ner utan sorteras som torra sopor.
En annan typ av våtservett är avtorkningsdukar för industrin och liknande applikationer där man kan skräddarsy impregneringen efter vad som skall torkas av, jämfört med traditionell trasor finns det en potential att reducera mängden lösningsmedel och därmed förbättra arbetsmiljön.
Tillverkningsmetoder: alla kombinationer av airlaid, våtlagd, kardad, spunbond, meltblown med spunlace, termobunden, nålad, kemisk bindning

### Ljudisolering
Nonwoven-strukturer används både för ljudisolering och ljudabsorbenter och egenskaperna styrs av fiberdiameter, storleksfördelning, porositet, ytvikt, fiberorientering. Generellt sett är en mindre fiberdiameter gynnsam förutsatt att porositeten är på rätt nivå. Även frekvensområde måste beaktas vid dimensionering av ljudabsorbenten, önskas ett bredare område kan det vara lämpligt att laminera flera skikt vart och ett optimerat för ett visst område.
Tillverkningsmetoder: kardad/nålad, kardad/termobunden, spunbond, meltblown

### Luftfilter
Filtermedia i luftfilter utgörs till stor del av nonwoven oavsett om det är HEPA-filter eller påsfilter, beroende på klassning och avskiljningsgrad anpassas tillverkningsmetod och genomsnittlig fiberdiameter. De fibermaterial som används är glasfiber eller syntetfibrer (PET, PP)
Vid partikelfiltrering är det tre huvudmekanismer som samverkar:
1. De finaste partiklarna i flödet påverkas av kollisioner med luftmolekyler vilket ger en slumpartad partikelbana. Ju mindre partikel och ju lägre lufthastighet desto längre sträcka kommer partikeln vandra omkring vilket ökar sannolikheten för att den till slut fångas upp av en fiber.
2. När 'mellanstora' partiklar, som följer en strömlinje, kommer inom en partikelradie från en fiber attraheras den av fibern och hålls fast med svaga intermolekylära krafter, s.k. van der Waals-krafter. Väl där är partikeln mer eller mindre utanför luftflödet.
3. Kollision mellan trög partikel och fiber på grund av att om partikeln är tillräckligt stor hinner den inte följa luftens strömning runt fibern utan kolliderar med fibern.

Tillverkningsmetoder: airlaid, våtlagd, kardad/nålad, kardad/spunlace, kardad/termobunden, spunbond, meltblown, elektrospinning

### Möbler

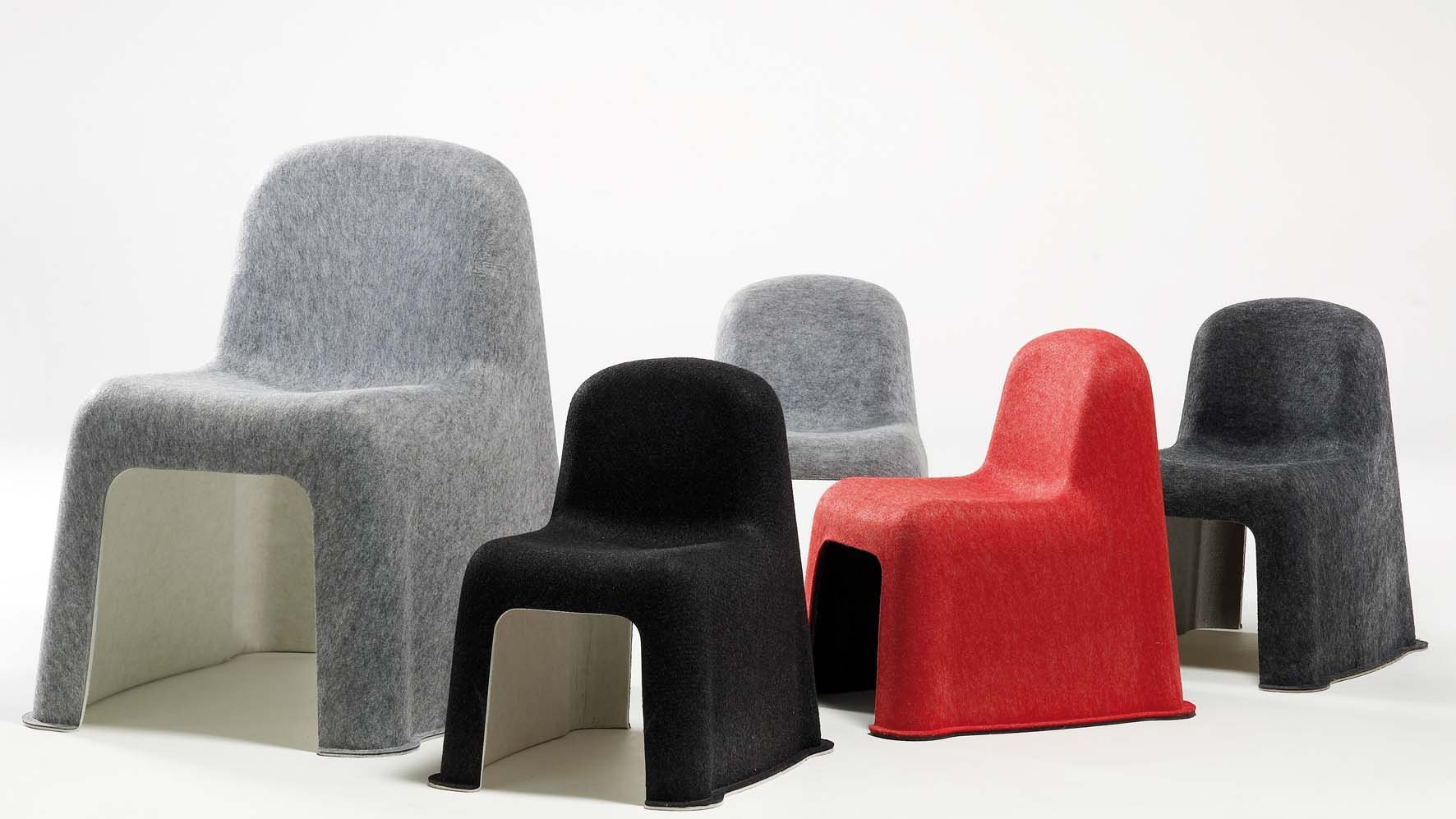
Stol av formpressad nonwoven (nålfilt av återvunnet PET-material med inblandning av smältfiber)

Möbler kanske inte i första hand förknippas med nonwoven men användningsområdena är flera. Tunna nonwoven används för dammskydd under sängar, inslagning av pocketresårer, baksida på soffor och kuddar istället för tyg, kuddvar dels för att hålla lös fyllning på plats men också för att minska friktionen mellan skumfyllning och yttextil. Tjockare nonwoven, oftast en blandning av PET- och bico-fibrer som termobondas för att öka styvhet och återgång, används för att ge en bättre komfort och andningsbarhet till stoppade möbler, det finns även fall där skum ersätts med nonwoven. En växande trend finns inom formpressade möbler och möbelelement där en blandning av strukturfibrer, t.ex. PET men även naturfibrer som hampa och lin, blandas med smältfiber och sedan formpressas under högt tryck och värme till en textil fiberkomposit. Nonwoven används även som ljudabsorbent särskilt i möbler som används i olika offentliga miljöer, t.ex. skärmväggar i kontorslandskap.
Tillverkningsmetoder: kardad/nålad, kardad/termobunden, spunbond

### Fordon
Användningen av nonwoven i bilar har ökat kraftigt de senaste åren, idag görs mer än 40 komponenter av nonwoven, från bagagerumsklädsel och mattor till luft- och bränslefilter. Genom effektiv materialdesign kan nonwoven bidra till att minska vikten på bilen, förbättra komfort och utseende och tillhandahålla avancerad isolering, brandskydd och motstånd mot vatten, bränslen, extrema temperaturer och nötning.
Tack vare sin mångsidighet och många fördelar används nonwoven även för konstruktion och tillverkning av andra fordon och transportmedel - flygplan, tåg, båtar, rymdfarkoster och satelliter.
Tillverkningsmetoder: kardad/nålad, kardad/spunlace, kardad/termobunden, spunbond, meltblown

### Jordbruk och trädgårdsodling
Fiberduk används för täckodling och ökar avkastningen och förbättrar kvaliteten på grödorna. Den flexibla fiberduken läggs över sådden eller runt plantan vilket skapar ett mikroklimat där värmen och luftfuktigheten kontrolleras samt försvårar för ogräs och skadedjur. Oftast har polypropen eller polyester använts men utveckling pågår mot fiberdukar baserade på nedbrytbara plaster eller cellulosa.
Tillverkningsmetoder: kardad/nålad, spunbond

## Tillverkningsmetoder
Det finns ett flertal metoder för att tillverka nonwoven, dessa delas vanligen in i två huvudkategorier:
- Enstegsmetoder, filamenten tillverkas från en smälta eller lösning och formeras
- Flerstegsmetoder, tillverkning som utgår från formering av prefabricerade stapelfibrer

### Enstegsmetoder

#### Spunbond
Plastgranulat matas och smälts i en extruder, för att få en jämn dosering används oftast en kugghjulspump före spinndysan där filament pressas ut, stelnar och sträcks mekaniskt eller/och pneumatiskt för att sedan läggas ner på en formeringsvira. Sträckningen i stelnat tillstånd ger en ökad orientering av polymerkedjorna och en högre styrka. Normalt efterföljs formeringen av kalandrering eller liknande process för att öka styrkan hos fibernätverket. Orienteringen av filamenten är i huvudsak i planet med en något högre grad i maskinriktningen än i tvärriktningen vilket gör att spunbond har en högre styrka i maskinriktningen.

#### Meltblown
Plastgranulat matas och smälts i en extruder, för att få en jämn dosering används oftast en kugghjulspump före spinndysan där filament pressas ut och sträcks i smält/halvsmält tillstånd med hjälp av varm luft som blåser med hög hastighet, typiskt 100–250 m/s, längs filamentet. Detta gör att filamenten kan sträckas till en låg diameter, ner mot 100 nm, innan de samlas upp på en formeringsvira. Spridningen blir stor och styrkan lägre än hos spunbond på grund av att filamenten sträcks i varmt tillstånd vilket medför att polymerkedjorna orienteras i lägre utsträckning. Beroende på processinställning kan nonwovenet göras mer eller mindre luftigt, intrasslingseffekten blir stor på grund av turbulens och meltblown-material kan användas utan efterföljande bindningsprocess.

#### SMS eller SiMjSk
Kombination av spunbond (S) och meltblown (M) där varje lager tillverkas i en följd och läggs direkt ovanpå det föregående för att uppnå det bästa av de två metoderna. SiMjSk anger antal lager, t.ex. S2M3S2 eller SSMMMSS  som är en av de mer extrema varianterna, genom att lägga flera lager kan produktionshastigheten ökas uppemot 1000 m/min.

#### Elektrospinning
Polymeren löses upp i ett lösningsmedel till önskad viskositet, lösningen pumpas ut genom en spinndysa eller kanyl och bildar filament som sträcks med ett elektriskt fält,  5-50 kV, till extremt fina fibrer <10 nm och samlas upp elektrostatiskt på en trumma eller liknande. Ett antal varianter av elektrospinning har föreslagits och forskningen har under början av 2000-talet varit intensiv. Även om tekniken har förfinats återstår problem med oftast hälsovådliga lösningsmedel och låga produktionshastigheter vilket gör att kostnaden blir hög. Tillämpningar finns inom medicinteknik och fin-filtrering där den fina diametern och stora specifika ytan är efterfrågad.